# Susana Rodríguez
Susana Rodríguez (Barcelona, 16 de agosto de 1976) es jugadora de voleibol, central del Ícaro Palma de Mallorca. Su estatura es de 1,87 m con salto de 3,02 m en bloqueo y 3,13 m en remate.

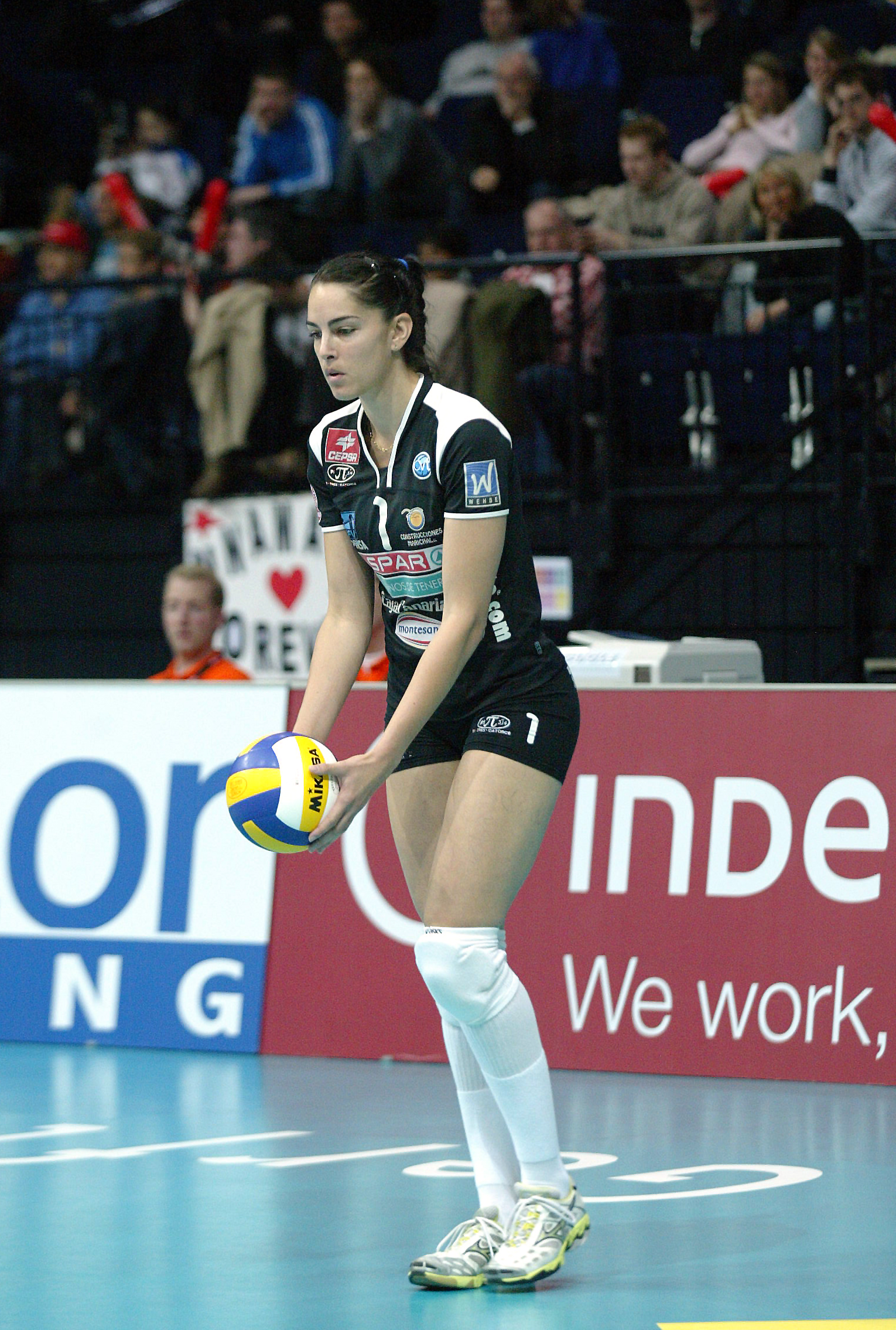
Susana Rodríguez F4 Zúrich

## Trayectoria deportiva
El club donde ha pasado mayor tiempo como jugadora fue el Spar Tenerife Marichal, equipo al que llegó en la temporada 1994-1995 procedente del Caja Ávila. A lo largo de once temporadas, concretamente entre la 1996/1997 y la 2006/2007, ha logrado ser campeona de Superliga en un total de 9 ocasiones y en otras 2 ha logrado el subcampeonato de la máxima categoría del voleibol nacional. También ha logrado en Tenerife el título de la Copa de la Reina en 10 ocasiones y el de Supercopa en 4 ocasiones (estas últimas todas consecutivas, entre la temporada 2002/2003 y la 2005/2006). Su undécima Copa corresponde a la primera temporada 1994/1995 en Ávila.
En cuanto a competiciones europeas, en primer lugar destaca el título de campeona de la Champions League europea en la temporada 2003/2004, así como tres terceros puestos (2002/2003, 2004/2005 y 2006/2007) y un cuarto puesto (1998/1999) en esta misma competición, la de mayor prestigio del voleibol continental.
Algunos galardones a título individual de esta jugadora han sido el de “Mejor jugadora de la Superliga 2000”, “Jugadora Top 2000”, “Mejor bloqueadora de la 1ª fase de la Champions League 01-02”, “Mejor bloqueadora” y componente del sexteto ideal en el torneo internacional de San Remo; “Mejor jugadora de la Superliga 2001” y “Mejor bloqueadora de la Copa de la Reina 2002”. Además, ha sido convocada por la selección nacional absoluta de voleibol en más de 150 ocasiones.

## Medios de comunicación
Susana Rodríguez es una de las jugadoras españolas de voleibol cuya imagen es más popular.
- Portada de la Guía Marca de Voleibol '06.
- Imagen de Ferrari, Olympus, Caramelo, Danone y múltiples marcas locales.
- Cronista de voleibol en los espacios deportivos de la cadena COPE de José Antonio Abellán.
- Columnista deportiva en el periódico La Opinión de Tenerife.

## Premios y reconocimientos
- Premio Nacional del Deporte 2022.[1]
- Premio otorgado por la FAD como mejor deportista en la categoría de voleibol 2000
- Mejor jugadora de la Superliga femenina de voleibol 2000
- Jugadora top 2000
- Mejor jugadora de la Superliga femenina de voleibol 2001
- Mejor bloqueadora en la Copa de SM la Reina 2002
- Mejor bloqueadora en la 1.º fase de la Champions league 2001/2002